# Daniel Espinosa
Jorge Daniel Espinosa (sinh ngày 23 tháng 3 năm 1977) là một đạo diễn điện ảnh người Thụy Điển đến từ Trångsund, Stockholm gốc Chile. Anh theo học tại Trường Điện ảnh Quốc gia Đan Mạch và tốt nghiệp vào năm 2001. Phim điện ảnh thứ ba của anh với tựa đề, Easy Money, là phim Thụy Điển có lượng người xem cao nhất trong năm 2010. Espinosa cũng từng đàm phán cho vị trí đạo diễn của dự án Sát thủ bóng đêm, nhưng sau đó Justin Kurzel lại có được vị trí này.

## Danh sách phim
| Năm  | Tựa đề            |
| ---- | ----------------- |
| 2004 | Babylon Disease   |
| 2007 | Outside love      |
| 2010 | Easy Money        |
| 2012 | Chốn an toàn      |
| 2015 | Child 44          |
| 2017 | Mầm sống hiểm họa |
| 2022 | Morbius           |